# Casacanditella
Casacanditella – miejscowość i gmina we Włoszech, w regionie Abruzja, w prowincji Chieti.
Według danych na rok 2004 gminę zamieszkiwało 1330 osób, 110,8 os./km².